# 安培小時

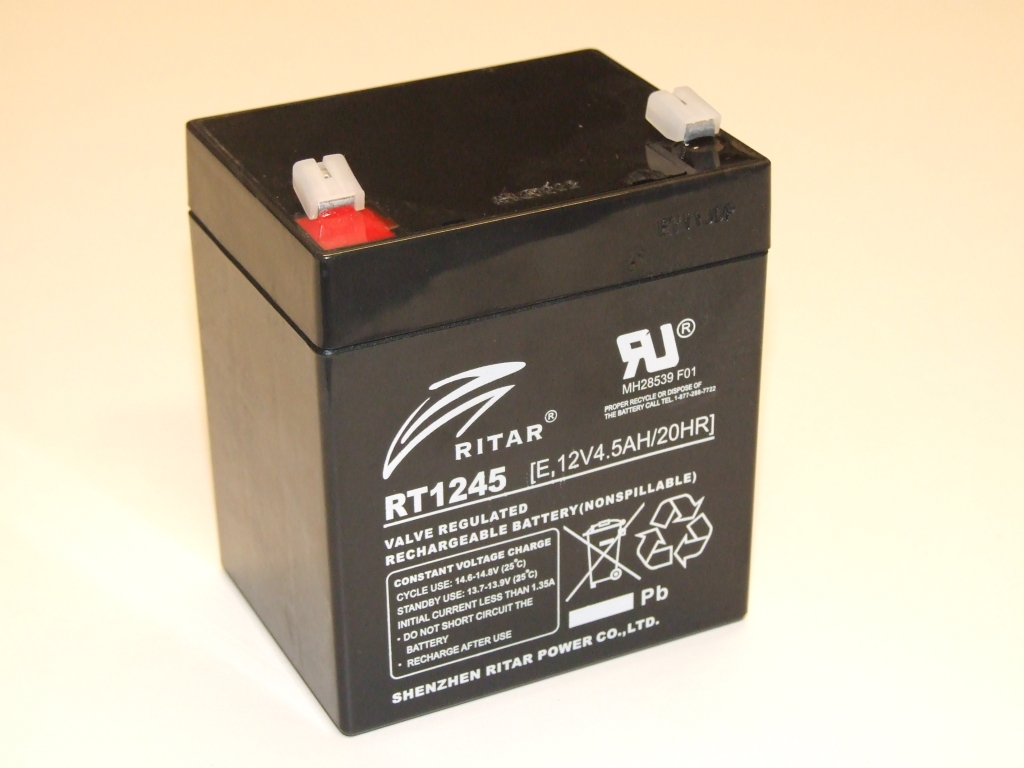
12V鉛酸電池，電量4.5Ah。此電量以20小時放電時間為基準，若在較短時間內放電，效率和容量會降低。

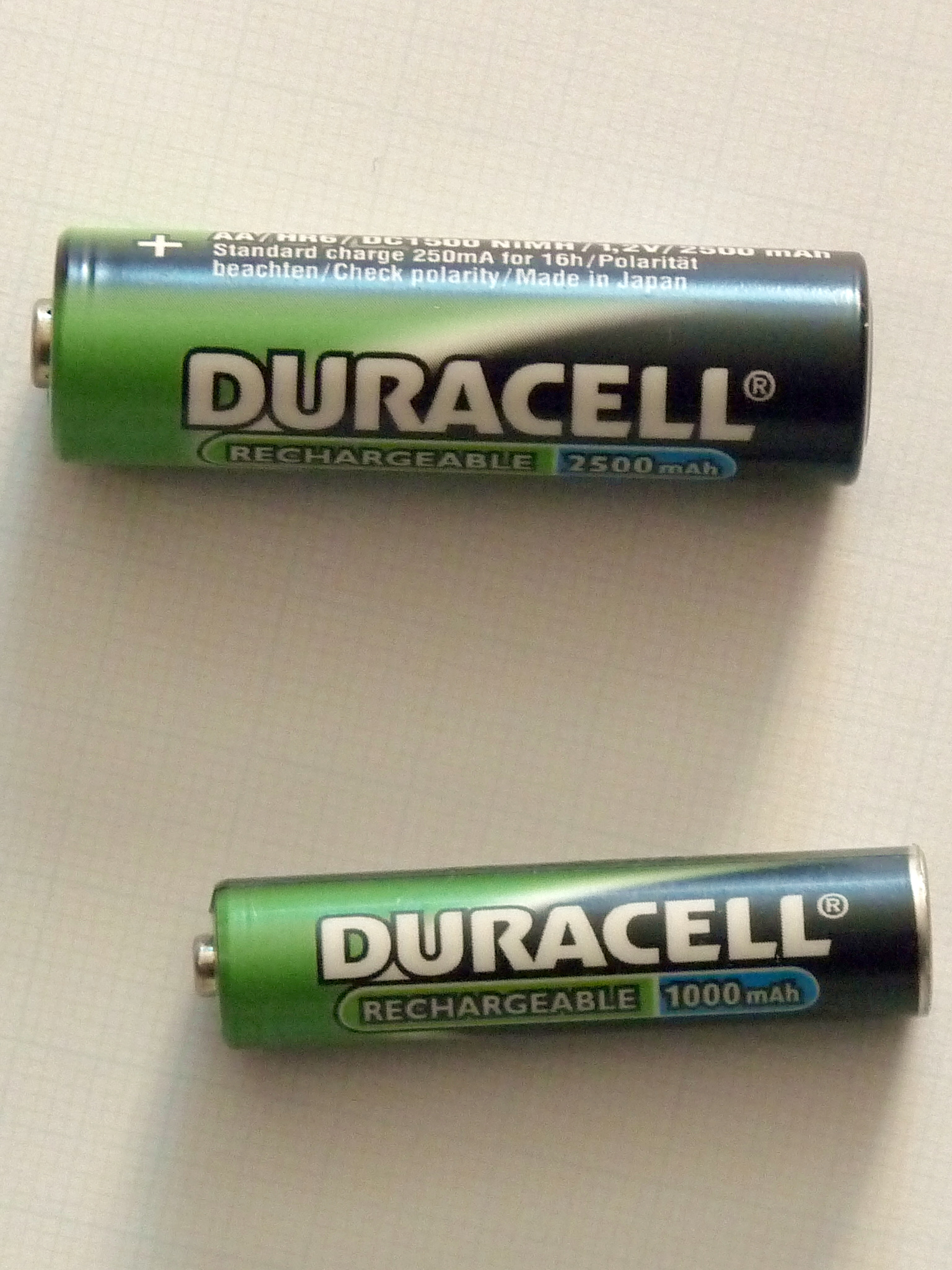
兩顆充電電池：
上為2A電池--2500 mAh
下為AAA電池--1000 mAh

安培小時（英語：Ampere-hour，符號為 A·h，也寫作Ah及A h）是電荷量單位，簡稱安培時。1安培小時的電荷量是1安培的電流通電1小時的電荷量，等於3,600庫侖，安培小時不是能量單位，而是電量單位，所以較常於電化學上使用，如電鍍與電池。
現今電池外包裝常使用毫安培小時（mA·h或mAh），簡稱毫安時，作為電荷量單位，等於3.6庫侖，其大小是安培小時的千分之一。